# Gudur, Hungund
Gudur là một làng thuộc tehsil Hungund, huyện Bagalkot, bang Karnataka, Ấn Độ.